# Dublador
O dublador (como chamado no Brasil) ou dobrador (como chamado em Portugal), ou mais formalmente chamado de ator em dublagem (português brasileiro) ou ator em dobragem (português europeu), é a pessoa que tem a função de ceder sua voz e interpretação, em idioma local, a um ou vários personagens, a fim de substituir a voz dos atores de filmes, animações, seriados, documentários, programas de televisão estrangeiros, etc. As falas de um dublador normalmente não são escritas por ele próprio, mas por um tradutor, que faz a adaptação da obra original ao idioma local.

## Dublador no Brasil
O dublador brasileiro Carlos Galhardo participou da primeira dublagem acontecida em território brasileiro, interpretando o Príncipe Encantado no desenho animado Branca de Neve e os Sete Anões. O ator, humorista e dublador Orlando Drummond, que interpretou a voz de Scooby-Doo, permaneceu ligado ao personagem por mais de 30 anos e por isso entrou para o Guinness - O Livro dos Recordes, sendo substituído em 2010 por Reginaldo Primo, a pedido da Warner Bros.
Outro caso interessante é o elenco principal da saga Harry Potter, que permaneceu o mesmo desde o primeiro filme, com as vozes evoluindo ao mesmo tempo em que dubladores e atores foram crescendo. No início, adultos faziam as dublagens de crianças. Atualmente, crianças e adolescentes dublam crianças e adolescentes, como no caso de Harry Potter, Ben 10 ou o recente Karate Kid.
Os primeiros elencos de dublagem foram integrados por radioatores. Eram vozes consagradas na época pelo sucesso das rádionovelas. Outros profissionais que encontraram espaço para atuar em dublagem e realizaram trabalhos marcantes na dublagem brasileira, foram Ida Gomes (que dublou Bette Davis) enquanto Lima Duarte fez sucesso trabalhando com os desenhos da Hanna Barbera. Essas animações obtiveram grande sucesso na TV brasileira dos anos 60, tornando conhecidas vozes como a de Older Cazarré (Dom Pixote) e Roberto Barreiros (Jambo & Ruivão). Olney Cazarré, que depois faria parte da Escolinha do Professor Raimundo, dublava o Pica-Pau e Nelson Batista dublava os filmes de Jerry Lewis.
Nas séries havia a voz de Borges de Barros (Moe em Os Três Patetas e Prof. Smith em Perdidos no Espaço). Dennis Carvalho trabalhou em Túnel do Tempo. Nos anos 1980 Garcia Júnior ficou conhecido pela dublagem de MacGyver, He-Man e também pelo ator Arnold Schwarzenegger. Waldyr Sant'anna ficou conhecido pela dublagem de Homer Simpson e pelo ator Eddie Murphy. Orlando Viggiani e Manolo Rey são conhecidos por dublar Michael J. Fox em De Volta Para o Futuro, que teve duas dublagens: a 1° é paulista feita para a Globo e a 2° é carioca para o DVD. A dublagem de Chaves, que no início fora muito criticada, tornou-se cultuada pelos fãs e um dos pontos chave do duradouro sucesso do programa na TV brasileira.

## Dobrador em Portugal
Comparativamente à sua vizinha Espanha, em Portugal não existe uma grande tradição de dobragem, sendo que esta foi limitada, ao longo do tempo, quase em exclusivo aos filmes de animação infantil e, ainda o é assim, praticamente, nos dias de hoje. Os desenhos animados eram, inicialmente, comercializados no país em português brasileiro, mas a partir de 1994 esse facto alterou-se com a realização da primeira dobragem portuguesa de um filme da Walt Disney: O Rei Leão. Atualmente, a par dos novos filmes, também estão a ser feitas reedições em português europeu dos grandes clássicos desta companhia (anteriores a O Rei Leão), aproximando-se a linguagem dos diálogos e canções destas produções ao discurso e imaginário português.
Na televisão portuguesa, o primeiro programa infantil a ser dobrado foi o "Carrosel Mágico", ainda nos anos 60 (1966), com os atores Luís Horta, João Perry e Maria de Lurdes de Carvalho, a dobrarem os personagens.

### Animes
Nos anos 70, após o fim do Estado Novo, a RTP começa a receber informações de animes japoneses produzidos numa empresa japonesa, onde as suas adaptações eram provenientes de livros infantis. Em Portugal, a primeira série japonesa a estrear na RTP foi "Vickie, o Viking", apenas com o seu genérico em português. Em 1976, foi a vez de "Heidi", mas a dobragem portuguesa só começou a ser feita a meio da transmissão. Em 1977, foi a vez de "Marco", e a dobragem portuguesa já foi em todos os episódios e perfeita, quer no genério, quer nas vozes dos personagens, onde a voz portuguesa do protagonista era a da atriz Fernanda Figueiredo. Em 1978, chega à RTP, a série com o mesmo elenco principal português de "Heidi" (na época), "A Abelha Maia", onde a sua dobragem foi perfeita, onde o seu género era considerado algo "especial", pela voz ser de dois cantores populares (Ágata e Tózé Brito) e a protagonista, pela atriz Carmen Santos (anteriormente, na mesma década, deu voz a Heidi). Entre muitos outros, que estrearam nos anos 80...

### Banda Desenhada
Após o Estado Novo, as animações de banda desenhada (animações como "Bugs Bunny" e "Droopy") também se tornaram mais marcantes, mas ao contrário dos animes, estas nunca foram dobradas na época, pois, o seu conteúdo para além de politicamente incorreto e de cinema, também era, tanto para crianças, como para adultos. Por essa razão, a RTP fazia a sua transmissão na versão original.
Nos anos 90, começaram a ser feitas algumas dobragens das animações para VHS.

### Atualmente
Atualmente, as dobragens, estão bem populares no país. Desde os anos 2010, que os canais infantis de televisão (Canal Panda, Cartoon Network e Canal Biggs) dobram todos os desenhos animados estrangeiros para a televisão, e hoje até crianças, já as podem fazer.
Quanto à televisão, em todas as estações públicas (RTP, SIC e TVI), os desenhos animados colocados em blocos infantis (de exemplo o Zig Zag) são transmitidos na versão portuguesa.
Na RTP, as produções estrangeiras são habitualmente exibidas na língua original com as respetivas legendas, sendo exemplo disso a série Os Simpsons. No entanto, ao contrário das séries e filmes para adultos, na estação privada SIC, as séries infanto-juvenis, como os Power Rangers, Arrepios ou O Mundo de Patty foram já transmitidas numa versão portuguesa, tal como aconteceu com as telesséries Dawson's Creek e Hannah Montana exibidas pela TVI.

## Diretor de dublagem
O diretor de dublagem (como conhecido no Brasil) ou director de dobragem (como conhecido em Portugal) é quem dirige as dublagens. A maioria dos diretores de dublagem são também dubladores, e às vezes ao mesmo tempo tradutores.